# دهستان دابوی شمالی
دابوی شمالی، دهستانی است از توابع بخش سرخ‌رود شهرستان محمودآباد در استان مازندران ایران.

## جمعیت
براساس سرشماری سال ۱۳۸۵جمعیت آن ۷۷۴۵ نفر (۲۱۱۲ خانوار) بوده‌است.